# Генрі Хеммілл Фаулер
Генрі Хеммілл Фаулер (англ. Henry Hammill Fowler; 5 вересня 1908 — 3 січня 2000) — американський політик, адвокат, 58-й міністр фінансів США.

## Біографія
Генрі Фаулер народився в Роанойф, штат Вірджинія. У 1932 році закінчив школу права Єльського університету зі ступенем бакалавра права, а в 1933 році зі ступенем доктора права. У 1934 році був прийнятий на роботу в корпорацію Tennessee Valley Authority. У 1939 році отримав посаду головного адвоката підкомітету Сенату США по освіті і праці.
З 1941 по 1944 рік Фаулер був помічником головного юрисконсульта Управління військового виробництва. У 1944 і 1945 роках проходив службу у Великій Британії та Німеччині. Потім повернувся до юридичної практики. У 1951 році стає членом Ради національної безпеки США.
З 1960 по 1961 рік Генрі Фаулер був членом комітету з фінансів Інституту Брукінгса. У 1961 році призначений на посаду міністра фінансів США. У 1967—1968 роках Фаулер брав участь в угодах по створенні міжнародної валютної резервної системи (Спеціальні права запозичення).
Помер Генрі Фаулер від пневмонії 3 січня 2000 року.